# Liste von Leuchttürmen in Ägypten
Die Liste von Leuchttürmen in Ägypten nennt Leuchttürme Ägyptens an der Mittelmeerküste, am Sueskanal und an der Küste zum Roten Meer.
| Name                        | Region           | Gewässer          | Position                         | Baujahr(e)  | Turmhöhe | Feuerhöhe | Kennung          | Bild |
| --------------------------- | ---------------- | ----------------- | -------------------------------- | ----------- | -------- | --------- | ---------------- | ---- |
| Pharos von Alexandria       | al-Iskandariyya  | Levantisches Meer | 31° 12′ 49,5″ N, 29° 53′ 7,9″ O  | 279 v. Chr. |          |           | verfallen        |      |
| Alter Leuchtturm Port Sa’id | Bur Saʿid        | Sueskanal         | 31° 15′ 50,8″ N, 32° 18′ 47,8″ O | 1880/1869   | 56 m     | 59 m      | gelöscht (≈1997) |      |
| Leuchtturm Daedalus-Riff    | al-Bahr al-ahmar | Rotes Meer        | 24° 55′ 42″ N, 35° 51′ 42″ O     | 1863/1931   | 30 m     | 30 m      | Fl(1+2)W.12s     |      |